# Néo Polar
Néo Polar est une série télévisée française en sept épisodes de 55 minutes, créée par Michel Le Bris et diffusée en 1984 sur Canal+ et en 1985 sur FR3.

## Synopsis
Cette série est une anthologie d'histoires policières inspirées de romans des auteurs du néo-polar français.

## Fiche technique
- Réalisateurs : Michel Andrieu, Jean-Pierre Bastid, Patrick Jamain, Gérard Marx, Daniel Moosmann et Philippe Venault
- Scénaristes : Jean-Yves Berchet, Frédéric H. Fajardie, Hervé Jaouen, Jean-Jacques Tarbès, Tito Topin, José Varela et Marc Villard

## Distribution
- Michel Beaune
- Dominique Blanc
- Jean-Pierre Léaud
- Vincent Lindon
- Claude Nougaro
- Florent Pagny

## Épisodes
1. Shangaï Skipper
2. La Théorie du 1%, réalisé par Gérard Marx, d'après le roman La Théorie du 1% de Frédéric H. Fajardie
3. Des choses qui arrivent
4. Salut ma puce
5. La Mariée rouge
6. L'Amour en gâchette
7. Un père anonyme